# Universeel darwinisme
Universeel darwinisme verwijst naar pogingen om darwinistische theorieën buiten het domein van de biologische evolutie toe te passen. Universeel darwinisme tracht de mechanismen van variatie, selectie en erfelijkheid te veralgemenen opdat ze toegepast kunnen worden in andere domeinen, zoals psychologie, economie, cultuur, geneeskunde, informatica en fysica.

## Basisprincipes
Charles Darwins evolutietheorie stelt dat organismen evolueren volgens een iteratief proces. Dit proces heeft drie componenten:
- variatie in de populatie. Deze factor wordt als blind of willekeurig beschouwd.
- selectie van de best aangepasten binnen een populatie. De niet-aangepasten worden verwijderd.
- Erfelijkheid zorgt ervoor dat de eigenschappen van de best aangepasten behouden blijven en doorgegeven worden aan nakomelingen.

De veralgemening die het universeel darwinisme maakt, komt tot stand door "organisme" te vervangen door een zichtbaar patroon, fenomeen, of systeem. De eerste vereiste is dat het patroon lang genoeg kan "overleven" of zich vaak genoeg kan "reproduceren" opdat het patroon niet al snel zou verdwijnen. Dit is de erfelijkheidscomponent: de informatie in het patroon moet behouden of overgeërfd kunnen worden. De tweede vereiste is dat er tijdens het bestaan van het patroon of de reproductie variatie kan optreden (kleine veranderingen in het patroon). De laatste vereiste is dat er een selectiedruk is die ervoor zorgt dat sommige patronen meer kans hebben op overleven dan andere. Als aan deze voorwaarden voldaan wordt, zal het patroon zich evolueren naar aangepaste vormen.

## Voorbeelden
- Evolutionaire psychologie stelt dat de menselijke geest en menselijk gedrag het gevolg zijn van natuurlijke selectie.
- Sociobiologie onderzoekt de evolutionaire oorsprong van sociaal gedrag bij dieren, inclusief de mens.
- Evolutionaire taalwetenschap bestudeert de evolutie van taal.
- Evolutionaire epistemologie stelt dat wetenschappelijke theorieën zich ontwikkelen door variatie en selectie.
- Memetica is een theorie over de variatie, transmissie, en selectie van culturele elementen zoals ideeën en tradities.
- Evolutionaire economie bestudeert de variatie en selectie van economische fenomenen producten, technologieën, instituties en organisaties.
- Evolutionaire algoritmen zijn optimalisatiealgoritmen die gebruik maken van ideeën uit de evolutieleer.